# Elacatis fasciatus
Elacatis fasciatus is een keversoort uit de familie platsnuitkevers (Salpingidae). De wetenschappelijke naam van de soort werd in 1864 gepubliceerd door Bland.